# Hitman: Absolution
Hitman: Absolution — це відеогра в жанрі стелс екшен, розроблена IO Interactive і видана Square Enix. Це п'ята частина серії Hitman, прямим продовженням Hitman: Blood Money. Перед випуском розробники заявили, що Absolution буде легшою і доступнішою, зберігаючи при цьому хардкорні аспекти франшизи. Гра вийшла 20 листопада 2012 (на 47-му тижні року, що є посиланням на протагоніста Агента 47) для Microsoft Windows, PlayStation 3 і Xbox 360. 15 травня 2014 року Hitman: Absolution — Elite Edition випущений для OS X компанією Feral Interactive містив весь раніше випущений завантажуваний контент, включаючи Hitman: Sniper Challenge, документальний фільм про створення гри та артбук.
Hitman: Absolution мав неоднозначні відгуки. Найпозитивніші оцінки стосувалися графіки, оточення і локацій гри, а також різноманітних ігрових опцій. Однак багатьом критикам не сподобалася гра через її лінійну структуру, на відміну від відкритіших попередніх частин. Станом на березень 2013 року гра була продана тиражем більше 3,6 мільйона примірників. Сиквел — Hitman випущений епізодично в 2016 році. Warner Bros. Interactive Entertainment випустила оновлені версії Absolution, і його попередника Hitman: Blood Money для PlayStation 4 і Xbox One як Hitman HD Enhanced Collection.

## Сюжет
Гра починається з того, як Агенту 47 дають контракт на Діану — координатора агентства, яка довгий час була напарницею 47, яка видавала останньому контракти на вбивства. Тревіс, один із впливових членів агентства, наказує 47 убити її за зрадництво та перехід на бік ворога (а саме — Джека Ліленда, головного антагоніста Blood Money), а також забрати якусь дівчину Вікторію, яка дуже сильно потрібна агентству. 47 погоджується на контракт, хоча в глибині душі й не бажає вбивати координатора.
Він успішно пробирається в особняк в Копенгагені та дістається до Діани. 47 тремтячою рукою стріляє в жінку і смертельно поранює її. Перед смертю, вона просить 47 не віддавати Вікторію агентству, а охороняти її, бо це дуже важливо. 47 погоджується і йде з маєтку, забираючи з собою Вікторію.
Він вирішує на час віддати її в монастир, доки не розбереться з ситуацією. 47 зв'язується з «Птаха» — торговцем інформацією, і запитує його про дівчину, та її зв'язок з агентством. Натомість, «Птаха» вимагає усунути одного конкурента, по кличці «Король» Чайнатауну. 47 знаходить «Короля» на площі Чайнатауну і вбиває його. Тоді, «Птаха» просить 47 віддати свій кейс з фірмовою зброєю. 47 погоджується. Трохи пізніше «Птаха» дзвонить 47, та повідомляє йому про якогось Блейка Декстера — багатого бізнесмена. Він щось знає про дівчину, і нині проживає в готелі «Термінус» в 899 кімнаті.
47 спритно пробирається в готель, і відшукує кімнату 899. 47 оглушує Санчез — один з підручних Блейка. Блейк вирішує підставити 47, й вбиваючи прибиральницю, підсовує агенту ніж та підпалює готель. 47 прокидається вже в повністю палаючому готелі, і тікає з готелю. Він пробирається крізь бібліотеку, геть заповнену величезним натовпом охоронців, але агент долає бібліотеку, а також житлові комплекси і тікає, від'їжджаючи на електричці.
«Птаха» вирішує допомогти 47 в усуненні всіх тих, хто знає Блейка Декстера, і надає агенту наведення на клуб «Лисичка», господарем якого, є Дом Озмонд — один із близьких друзів Блейка. 47 пробирається в клуб, і застосувавши кмітливість, вбиває Озмонда, та тікає з клубу. Раптом, на «Птаха» нападають підручні Вейда — також одного з друзів Декстера. 47 поспішає на допомогу в Чайнатаун. Там вже всюди ходять троє елітних агентів Вейда. 47 усуває головорізів, але не встигає дістатися до «Птаха», що є обманом.
Насправді, «Птаха», під острахом смерті, відійшов до Вейда, обдуривши 47. 47 вирішує терміново відвезти дівчину з країни, оскільки за нею полюють і Вейд, і Декстер. Він прибуває в монастир, який раптом атакує Вейд зі своєю бандою. 47 пробирається через монастир, і дістається до підвальних приміщень.
Вікторію, тим часом схопив Вейд та Ленні — син Блейка Декстера. Агент 47 швидко проходить крізь охоронців в підвальних приміщеннях, та вбиває Вейда, але Ленні захоплює дівчину, та тікає. 47 виявляє номерок Ленні з написом «Південна Дакота».
47 вирушає до Південної Дакоти. Там, він знаходить бармена, у якого зупинявся Ленні і допитує його. Бармен говорить про те що Ленні наразі на своїй території в містечку. 47 вирішує вирушати, але йому дзвонить «Птаха», котрий веде «подвійну» гру: знаходячись на стороні Декстера, і в той же час на стороні 47. Він радить 47 забрати свої пістолети в одному зі збройних магазинів.
47 прибуває в магазин, та обігрує дівчину — чемпіонку по стрільбі по цілях, щоб отримати сільверболлери. Тепер, 47 може атакувати базу Ленні. Він вирішує вбити всю банду Ленні, а хлопця захопити в живих.
47 успішно знищує всіх хлопців Ленні, а останнього оглушує, та запихає в багажник. 47 відвозить Ленні в пустелю. Ленні копає собі могилу, а 47 його допитує. Після допиту, Ленні помирає в пустелі. Тепер 47 знає, що Санчез тримає Вікторію у себе. Але перед цим 47 навідується просто на фабрику Декстера, за якою схована величезна лабораторія з клонування.
47 проходить крізь «мінне поле» — майданчик для експериментів, та вбиває головного дослідника. З журналу 47 дізнається про те, що Вікторія володіє сильними здібностями, як і сам агент. 47 забирається з бази, і наносить візит Санчезу, у якого проходять бої на рингу. Він поранює Санчеза, та запитує його про Вікторію. Останній говорить, що Вікторія знаходиться у шерифа Скеркі, який знаходиться в одній з найбільших в'язниць. 47 вбиває Санчеза та йде. На ніч, 47 вирішує зупинитися в місцевому готелі. Але нападають «Святі» — елітною група агентства, яку послав Тревіс, щоб вбити 47.
Цей загін складається з дівчат, одягнених в білі каптури й латекс, плюс повністю озброєні різними видами знарядь. Вони атакують 47, але він зосереджується і вбиває «Святих» по парам. Він добирається до кукурудзяного поля і знищує ще пару дівчат і їх командира. На ранок 47 вирушає в будівлю суду, де він бере участь в судовому процесі, переодягнувшись в членів процесу і проходить в ізолятор. Там його заманює в пастку Скеркі і прив'язує 47 ланцюгами до стіни. З'являється Декстер і катує 47.
Коли 47 залишається один йому вдається звільнитися від ланцюгів і він спішно покидає ізолятор. На вулицях Хоупа — містечка в Південній Дакоті, вже твориться непроглядне жах. Тревіс наносить візит Декстеру і вимагає віддати дівчину, насилаючи в містечко бійців агентства.
47 переслідує Скеркі по палаючому місту, ховаючись від охоронців і добирається до Скеркі, який сховався в церкві. 47 убиває шерифа. Тепер 47 вирішує у що б то не стало вбити Декстера і їде з Дакоти. Він прибуває до свого кравця і змінює свій костюм на елегантніший і витончений. Тепер 47 вирушає в останню путь — в башту Блейктауер, вбити Декстера і врятувати Вікторію. Він здійснює майстерне, професійне проникнення на територію, що охороняється і добирається до верхніх поверхів.
Декстер тим часом вчиняє правочин з Тревісом, останній віддає Декстеру 10 мільйонів доларів, щоб отримати Вікторію. Декстер призначає зустріч, де там він і віддасть Вікторію. Коли він дізнається що 47 проник в башту, Лейла-секретарка Декстера, вирішує подбати про 47 і вбити його. Декстер разом з Вікторією йдуть на дах. 47 проходить по верхніх поверхах. Він обманює Лейлу і вбиває її. Агент добирається на дах, де Декстер вже готується підірвати все до біса. 47 Пробирається крізь сотню охоронців і долає величезні мінні поклади і добирається до Декстера. Він пускає йому кулю в голову і рятує Вікторію. Декстер проклинає 47, а потім болісно вмирає.
47 з дівчиною відлітають на вертольоті з вежі. Набагато пізніше 47 вирішує виконати останнє діло, яке хотіла Діана і сам 47-убити Тревіса і покінчити з його справами. Він атакує кладовище, наповнене агентами ICA. 47 долає патрулі і вбиває Джейд — дівчину, яка стояла на шляху до Тревіса. Тревіс ховається за трьома елітними найманцями в одній з великих будівель, але 47 убиває найманців і вривається в будівлю. Тоді Тревіс запитує, чи дійсно 47 вбив Діану, на що 47 відповідає: «ти цього ніколи не дізнаєшся» і добиває Тревіса. 47, йдучи з кладовища, згадує прохання Діани перед її смертю, про те що Вікторія була вирощена Тревісом, як понад агент і, що не можна дати Вікторії стати вбивцею, а Тревіса потрібно ліквідувати.
Пізніше 47 бачить в снайперський приціл Вікторію до якої підходить Діана і обіймає її, кажучи що вона правильно зробила, не ставши вбивцею і що Тревіс мертвий. З цього очевидно, що 47 не вбив Діану під час завдання. В кінці показують шефа поліції — він дуже хоче знайти і зловити 47. Тоді до нього приходить Птаха і заявляє що він допоможе знайти 47, посміхаючись.

## Зв'язок з фільмом
У червні 2009 року, задовго до офіційного анонсу гри, з'явилися перші офіційно непідтверджені відомості про зв'язки «Hitman: Absolution» з сиквелом фільму «Хітмен». Заявлялося, що цей фільм не буде мати ніякого відношення до першого, але буде сюжетно пов'язаний з грою і вони вийдуть приблизно в один час.
12 травня 2011, через кілька днів після офіційного анонсу гри, стали відомі деякі загальні дані про зв'язок гри з фільмом. Тор Блістад повідомив, що і гра, і фільм «рухаються в новому напрямку», «будуть говорити однією мовою» і відійдуть від попередніх ігор серії, пішовши по своєму шляху.

## Ігровий рушій
«Hitman: Absolution» є першою грою, яка використала ігровий рушій Glacier 2 — останню на цей момент ітерацію рушія Glacier engine, постійно розробляючого і вдосконалюваного IO Interactive.
Ще до офіційного анонсу гри Даніель Бен-Нуна (англ. Daniel Ben-Noon), художник з IO Interactive, заявив, що Glacier 2 зможе скласти конкуренцію найвідомішим ігровим технологіям, представленим на ринку.

## Відгуки
| Агрегатор  | Оцінка                                 |
| ---------- | -------------------------------------- |
| Metacritic | (PC) 79/100 (PS3) 83/100 (X360) 79/100 |

| Видання        | Оцінка  |
| -------------- | ------- |
| Destructoid    | 8.5/10  |
| Edge           | 7/10    |
| Eurogamer      | 7/10    |
| Game Informer  | 8.75/10 |
| GameSpot       | 7.5/10  |
| GamesRadar+    | [ 16 ]  |
| GameTrailers   | 6.9/10  |
| Giant Bomb     | [ 18 ]  |
| IGN            | 9/10    |
| Joystiq        | [ 20 ]  |
| PC Gamer (США) | 66/100  |
| VideoGamer.com | 5/10    |